# 歯科衛生学科
歯科衛生学科（しかえいせいがっか）とは、歯学を研究・教育する大学・専修学校の学科。

## 概要
日本では、主に歯科衛生士を養成する学校に存在する。その他、歯科衛生士を養成する学科としては、口腔保健学科、口腔衛生学科などの名称で設置している場合が存在する。

## 主な設置学校

### 大学
- 千葉県立保健医療大学 健康科学部

### 短期大学
- 仙台青葉学院短期大学
- 東京歯科大学短期大学
- 日本歯科大学東京短期大学
- 目白大学短期大学部
- 神奈川歯科大学短期大学部
- 日本歯科大学新潟短期大学
- 静岡県立大学短期大学部
- 大垣女子短期大学
- 愛知学院大学短期大学部
- 関西女子短期大学
- 大手前短期大学
- 福岡医療短期大学

### 専修学校・各種学校
- 高崎歯科衛生専門学校
- 太田医療技術専門学校
- 首都医校
- 新宿医療専門学校
- 岐阜県立衛生専門学校
- 伊勢保健衛生専門学校
- 滋賀県立総合保健専門学校
- 京都文化医療専門学校
- 大阪医専
- 関西医療学園専門学校
- インターナショナル岡山歯科衛生専門学校
- 河原医療大学校
- 九州医療スポーツ専門学校

### 韓国
- 鮮文大学校
- 清州大学校